# バイバイと手を振る私には涙の跡
「バイバイと手を振る私には涙の跡」（バイバイとてをふるわたしにはなみだのあと）は、時東ぁみが「トーキングブンブン」名義での楽曲。Erinaが作詞、tatsuoが作曲を手掛けた。トーキングブンブンのデビューシングルとして2012年7月25日にblowgrow/b-modeから発売された。販売元はエイベックス・マーケティング。

## 概要
- シングルとしては、前作「TAWAWA 夏ビキニ」から5年2ヶ月ぶりのリリースとなる。
- 本人が「トーキングブンブン」名義で最初で唯一のシングル。本作はつんく♂プロデュース以外では初のシングルで、tatsuoプロデュースによる初のシングルとなる。
- 初回限定盤（XNBG-20001/B）、通常盤（XNBG-20002）、の2形態リリースで、初回限定盤には表題曲のミュージックビデオを収録したDVDが付属されている｡

## 収録曲
| 全作曲・編曲: tatsuo。 |                                                       |           |            |      |
| #                      | タイトル                                              | 作詞      | 作曲・編曲 | 時間 |
| 1.                     | 「バイバイと手を振る私には涙の跡」                    | Erina     | tatsuo     | 3:46 |
| 2.                     | 「妄想夏少女ブンブンブン」                            | 吉田沙織  | tatsuo     | 3:22 |
| 3.                     | 「バイバイと手を振る私には涙の跡」(OFF VOCAL version) |           | tatsuo     | 3:46 |
| 4.                     | 「妄想夏少女ブンブンブン」(OFF VOCAL version)         |           | tatsuo     | 3:22 |
| 合計時間:              | 合計時間:                                             | 合計時間: | 14:16      |      |

| #  | タイトル                                                    | 作詞 | 作曲・編曲 |
| -- | ----------------------------------------------------------- | ---- | ---------- |
| 1. | 「バイバイと手を振る私には涙の跡」(original PV)             |      |            |
| 2. | 「妄想夏少女ブンブンブン」(OFF VOCAL version - original PV) |      |            |